# Little Run Creek
Little Run Creek är ett vattendrag i Australien. Det ligger i delstaten New South Wales, i den sydöstra delen av landet, omkring 250 kilometer norr om delstatshuvudstaden Sydney.
I omgivningarna runt Little Run Creek växer i huvudsak städsegrön lövskog. Runt Little Run Creek är det glesbefolkat, med 12 invånare per kvadratkilometer. Genomsnittlig årsnederbörd är 1 788 millimeter. Den regnigaste månaden är februari, med i genomsnitt 357 mm nederbörd, och den torraste är oktober, med 34 mm nederbörd.